# Lacapelle-Biron
Lacapelle-Biron è un comune francese di 465 abitanti situato nel dipartimento del Lot e Garonna nella regione della Nuova Aquitania. Il territorio comunale ospita le sorgenti del fiume Lède.

## Società

### Evoluzione demografica
Abitanti censiti